# Mohammadabad (Ghazipur)
Mohammadabad è una suddivisione dell'India, classificata come municipal board, di 30.234 abitanti, situata nel distretto di Ghazipur, nello stato federato dell'Uttar Pradesh. 